# کندال فلچر
کندال فلچر (انگلیسی: Kendall Fletcher؛ زادهٔ ۶ نوامبر ۱۹۸۴) بازیکن فوتبال اهل ایالات متحده آمریکا است.
از باشگاه‌هایی که در آن بازی کرده‌ است می‌توان به لس آنجلس سل، اسکای بلو اف‌سی، و باشگاه فوتبال رین اشاره کرد.
وی همچنین در تیم‌های ملی فوتبال United States women's national under-20 soccer team، زیر ۲۳ سال زنان ایالات متحده آمریکا، و زنان ایالات متحده آمریکا بازی کرده‌است.